# Lorea Agirre
Lorea Agirre Dorronsoro (Beasain, Guipúzcoa, 1968) é uma jornalista e antropóloga espanhola. Ela é editora-chefe da Jakin.

## Biografia
Colaborou nas primeiras publicações da revista local Goierritarra e na "Arlote Irratia", a rádio local de Ordizia. Enquanto estudava jornalismo, junto com a equipe que fazia parte da revista Argia, preparou o suplemento "A ze astelehenak" do jornal Egin. Com alguns desses camaradas da revista Argia, ela trabalhou como jornalista para o novo jornal basco, Euskaldunon Egunkaria, mais tarde chamado Berria.[carece de fontes?]
Atualmente é pesquisadora do Centro de Pesquisa Sorguneak, da Faculdade de Humanidades e Ciências da Educação (HUHEZI) da Universidade de Mondragon. Ela fez pesquisas sobre basco, feminismo e cultura basca. Ela também fez parte do Conselho Basco de Cultura. Ela agora trabalha como professora no HUHEZI e desde 2014 é diretora da revista Jakin.

## Obras publicadas
- Rosa Luxemburg (Elkar, 2000) ISBN 9788483316504, OCLC 63697757 (em basco)
- Gazteei eta eta kulturari buruzko hausnarketa: Gipuzkoa 2001 (Gipuzkoako Foru Aldundia, 2001)
- Pilotaz egitasmoa (Kutxa Fundazioa, 2002) (em basco)
- Joxemi Zumalabe. Ipurtargiaren itzal luzea (Euskaldunon Egunkaria, 2002) ISBN 9788493114268, OCLC 863172253 (em basco)
- Gezurra ari du. Egunkariaren itxieraren kronika (Alberdania, 2004) (em basco)
- Hedabideak : euskararen berreskuratzea III (Garabide Elkartea, 2010) (em basco)
- Haurren aisialdi parte-hartzailea, euskalduna, hezitzailea eta herritarra garatzen (Txatxilipurdi Elkartea, 2015) ISBN 9788460672470, OCLC 971827023 (em basco)
- Euskalgintza eta feminismoa : identitateak berreraiki, demokrazia sendotu, boteretze kolektiboa bultzatu eta subalternitate eraldatzaile unibertsalak eraikitzeko proposamen bat (Bat. Soziolinguistika aldizkaria, 2016). (em basco)